# Fernando de Santiago y Díaz de Mendívil
Fernando de Santiago y Díaz de Mendívil (Madrid, 23 luglio 1910 – Madrid, 6 novembre 1994) è stato un generale e politico spagnolo.

## Biografia
Militare di carriera, dal 1936 partecipò alla guerra civile spagnola tra le file nazionaliste del Bando nacional.
Tenente generale dell'esercito, dal 1971 al 1974 è governatore generale del Sahara spagnolo.
Dal dicembre 1975 è stato Vicepresidente del Governo spagnolo e con delega agli affari della difesa con Carlos Arias Navarro, e supplente alla presidenza del Governo dal 1º luglio al 5 luglio 1976, durante la fase di transizione spagnola alla democrazia.
Esponente della destra militare, è confermato, a luglio, dal nuovo Presidente del Governo Adolfo Suárez, nello stesso incarico ricoperto nel precedente governo, ma entra presto in contrasto con il capo del Governo e deve dimettersi nel settembre 1976, perché contrario alla liberalizzazione dei sindacati e viene sostituito, nel ruolo che ricopriva nel Governo, dal capo di Stato maggiore generale Manuel Gutiérrez Mellado.